# Der Rote Bereich

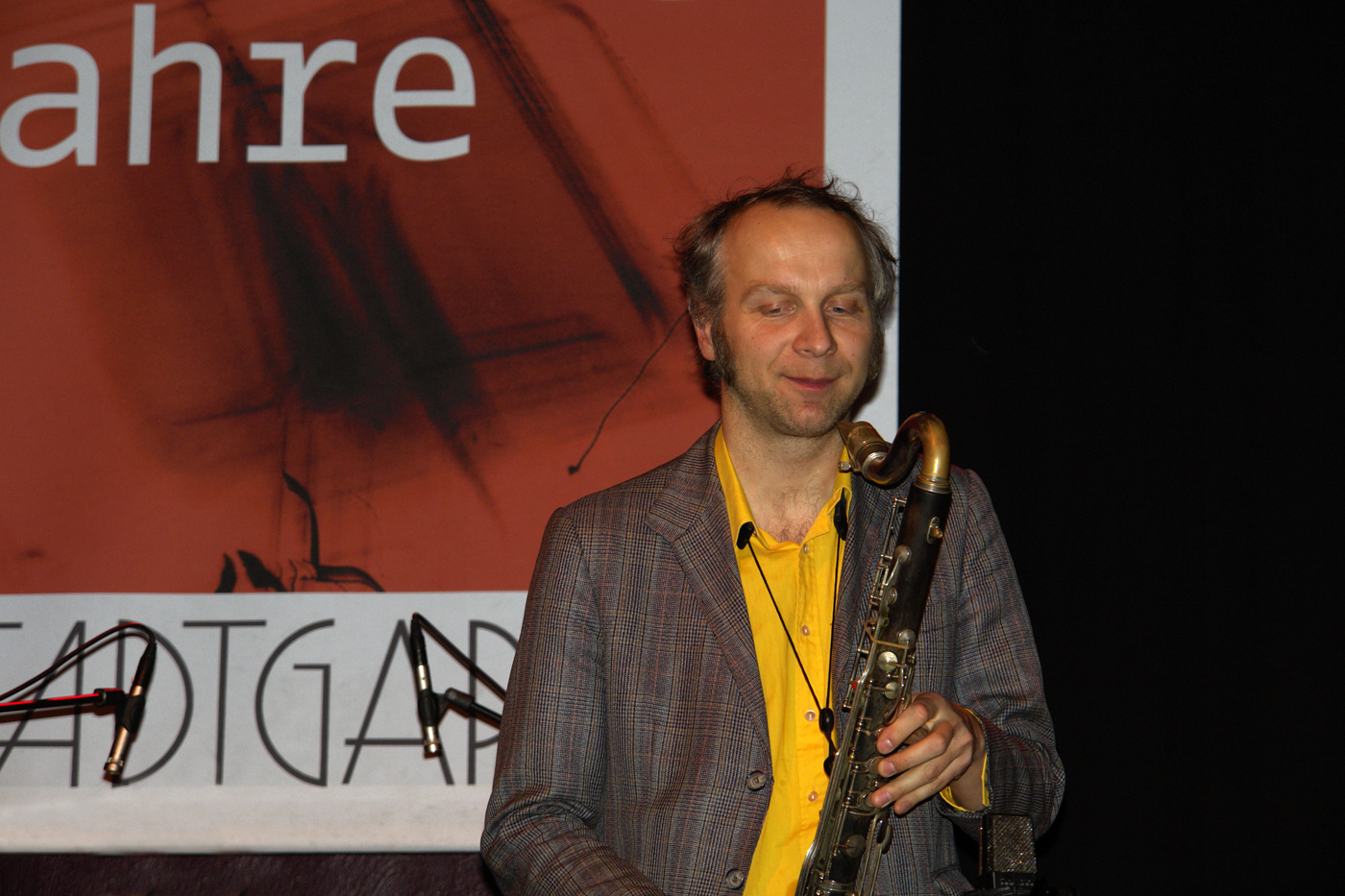
Rudi Mahall, Stadtgarten Köln, 14. Dezember 2006

Der Rote Bereich ist eine Berliner Jazzband.
Als Quintett 1992 in Nürnberg gegründet, arbeitet Der Rote Bereich seit 1998 als Trio mit Bassklarinette, E-Gitarre und Schlagzeug – diese Besetzung ohne Bass und ohne eines der typischen Soloinstrumente Klavier, Saxophon oder Trompete ist im Jazz sehr ungewöhnlich. Sie spielen eine sehr lebendige und prinzipiell offene Mischung aus freier Improvisation und poppigen sowie rockigen Elementen, die oft sehr humorvoll mit existierenden musikalischen Materialien und Erwartungen spielt.
Im März 2006 erhielt Der Rote Bereich den Neuen Deutschen Jazzpreis.

## Aktuelle Besetzung
- Frank Möbus, E-Gitarre (Gründungsmitglied)
- Christian Weidner, Altsaxophon
- Oliver Bernd Steidle, Schlagzeug

siehe auch Rudi Mahall (Gründungsmitglied), John Schröder

## Diskografie
- Eins (1992)
- Zwei (1995)
- Drei (1998)
- Love Me Tender (2001)
- Risky Business (2002)
- Live in Montreux (2004, aufgenommen 2001), ausgezeichnet mit dem Preis der deutschen Schallplattenkritik 2005\1
- 7 (2010)